# Les Enfants Pailleron
Les Enfants Pailleron est un tableau réalisé par le peintre américain John Singer Sargent en 1881. Cette huile sur toile est le double portrait des enfants du poète et dramaturge français Édouard Pailleron, le commanditaire de l'œuvre. Sargent les figure assis dans un intérieur devant une tenture rouge sombre, le jeune Édouard, en noir, se retournant pour regarder le spectateur depuis la moitié gauche de la composition, sa petite sœur Marie-Louise, plus au centre, nous faisant face en robe blanche. Exposée au Salon des artistes français en 1881, la peinture est conservée depuis 1976 au Des Moines Art Center, à Des Moines, dans l'Iowa.